# Chaetanaphothrips orchidii
Chaetanaphothrips orchidii är en insektsart som först beskrevs av Dudley Moulton 1907.  Chaetanaphothrips orchidii ingår i släktet Chaetanaphothrips och familjen smaltripsar. Arten är reproducerande i Sverige. Inga underarter finns listade i Catalogue of Life.